# Pötting
Pötting là một đô thị ở huyện Grieskirchen bang Oberösterreich, nước Áo. Đô thị này có diện tích 7,4 km², dân số thời điểm ngày 31 tháng 12 năm 2005 là 546 người.